# Kill the Headlights (альбом)
Kill the Headlights — четвёртый студийный альбом ню-метал-группы Adema. Издан 21 августа 2007 года. В записи принимали участие вокалист Бобби Ривз и гитарист Эд фарис из ню-метал-группы LEVEL.
Диск был выпущен лейблом Immortal Records и оказался первым альбомом Adema, не попавшим в Billboard 200. Продажи в первую неделю составили примерно 2000 копий.

## Критический приём
Альбом был в целом тепло встречен критиками. «Ultimate Guitar» отмечали высокий уровень лирики в песнях и уход от привычной альтернативы. По мнению «Mediasurfer», Adema полностью отошли от ярлыка ню-метала в сторону классического рока. Kill the Headlights был назван хорошим хард-рок альбомом, но при этом без выдающихся сторон.

## Список композиций
| №   | Название                                               | Длительность |
| --- | ------------------------------------------------------ | ------------ |
| 1.  | «Cold and Jaded»                                       | 3:35         |
| 2.  | «Brand New Thing»                                      | 3:43         |
| 3.  | «Open Till Midnight»                                   | 3:46         |
| 4.  | «Waiting for Daylight»                                 | 3:01         |
| 5.  | «Days Go By»                                           | 3:57         |
| 6.  | «Prelude»                                              | 0:33         |
| 7.  | «All These Years»                                      | 3:05         |
| 8.  | «What Doesn't Kill Us»                                 | 3:37         |
| 9.  | «Invisible»                                            | 4:00         |
| 10. | «Black Clouds»                                         | 3:32         |
| 11. | «Los Angeles»                                          | 3:38         |
| 12. | «The Losers" (Adema's Cover of the Warrior Soul Song)» | 3:32         |

## Участники записи
- Бобби Ривз — вокал
- Тим Флаки — гитара, бэк-вокал
- Эд Фарис - ритм-гитара, клавишные
- Дэйв ДеРу — бас-гитара, бэк-вокал
- Крис Колс — ударные